# Aladár Háberl
Aladár Háberl (ur. 9 lutego 1898 w Budapeszcie, zm. 19 maja 1990 tamże) – węgierski kombinator norweski, olimpijczyk.

## Występy na IO
| Rok  | Igrzyska Olimpijskie | Konkurencja         | Wyniki                                      |
| 1924 | Chamonix 1924        | Kombinacja norweska | DNF- wystartował w skokach, a w biegach nie |